# Friedrich Gottert
Friedrich Gottert (* 11. Januar 1864 in Krailshausen; † unbekannt) war ein württembergischer Oberamtmann.

## Leben
Gottert, Sohn eines Landwirts und evangelischer Konfession, studierte von 1883 bis 1887 Regiminalwissenschaften in Tübingen und München. Er legte 1887 die erste und 1889 die zweite höhere Dienstprüfung ab.
1889 trat er in die württembergische Innenverwaltung ein. Er leitete als Oberamtmann das Oberamt Tuttlingen von 1904 bis 1926. 1912 erhielt er den Titel Regierungsrat. 1926 schied er krankheitsbedingt aus dem Staatsdienst aus.

## Ehrungen
- 1908: Karl-Olga-Medaille in Silber
- 1918: Ritterkreuz 1. Klasse des Friedrichs-Ordens